# Alcázar de San Juan
Pour les articles homonymes, voir Alcazar.
Alcázar de San Juan est une commune d'Espagne située dans la province de Ciudad Real dans la communauté autonome de Castille-La Manche.

## Géographie

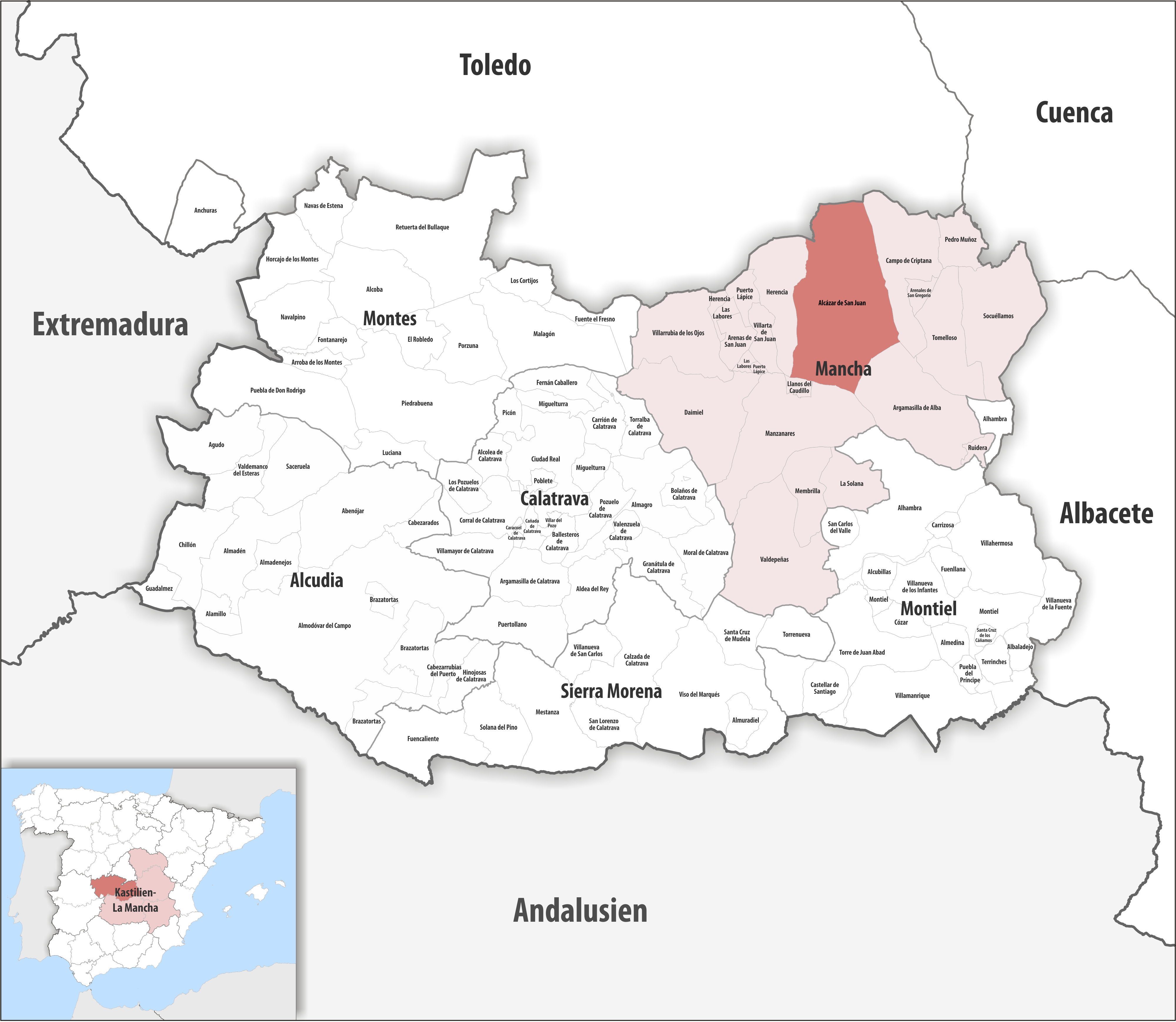
Alcázar de San Juan dans la province de Ciudad Real / en Castille-La Manche

### Localisation
La commune d'Alcázar de San Juan est dans le nord de la comarque de La Manche (es) et dans le nord-est de la province de Ciudad Real. Elle borde la province de Tolède au nord.
La ville de Ciudad Real est à 98 km au sud-ouest,
Tolède à 104 km nord-ouest,
Madrid à 156 km au nord.

### Généralités, description

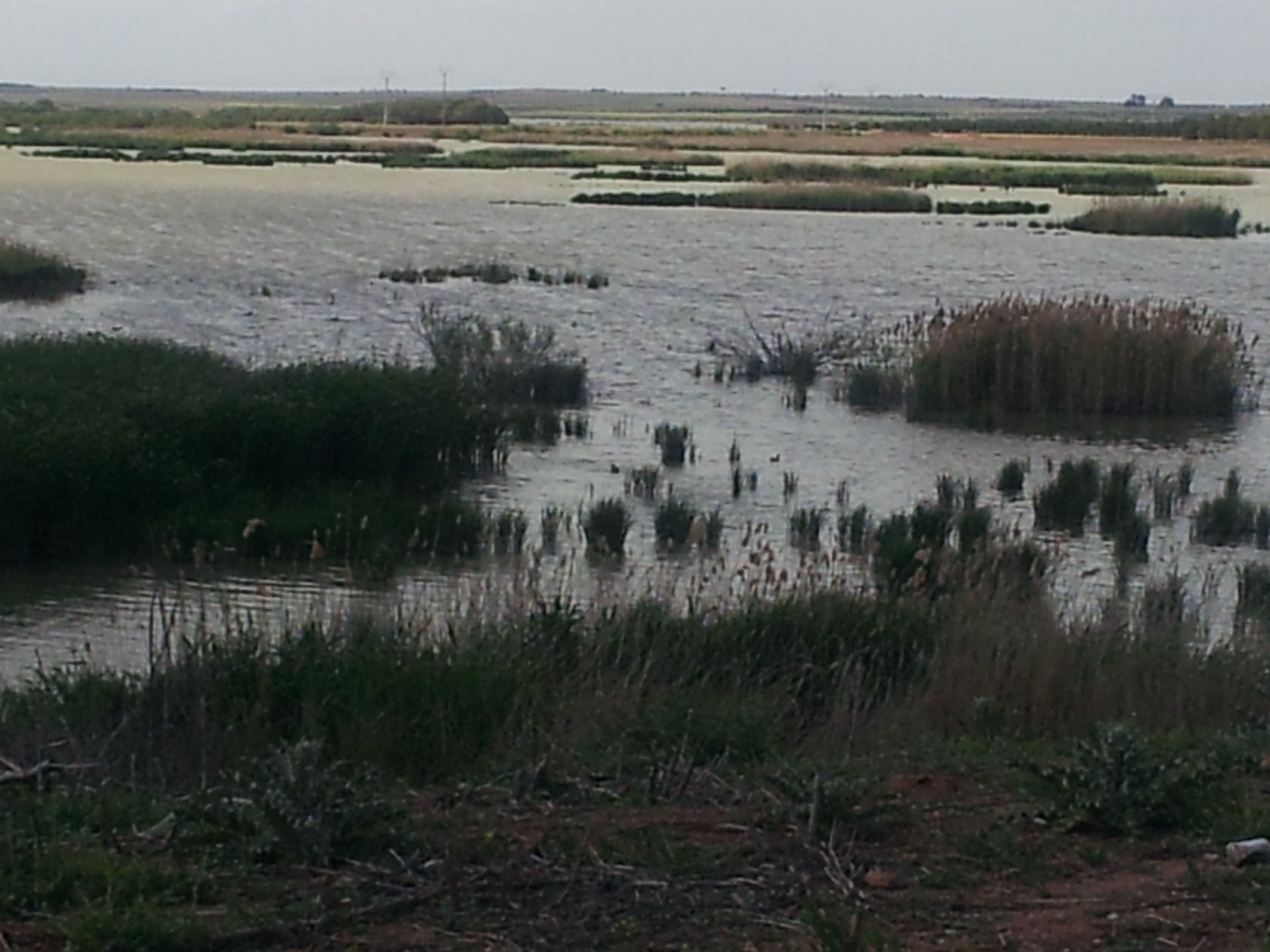
Marais

C'est l'une des villes les plus peuplées de la province.
Plusieurs étendues d'eau peu profondes se trouvent à l'ouest et au nord-ouest de la ville : étang de la Veguilla, étang du Chemin de Villafranca (Camino del Villafranca), étang des Yeguas.

## Histoire
Ancienne Alcé devenue romaine après une bataille gagnée par Tiberius Sempronius Gracchus en 179 av.J-C, la ville fut détruite pendant les guerres avec les Maures.

### Les Hospitaliers
La ville fut acquise au XIIIe siècle par l'ordre de Saint-Jean de Jérusalem qui la releva.       

## Politique et administration
| Période                                  | Période  | Identité              | Étiquette                                   | Qualité |
| ---------------------------------------- | -------- | --------------------- | ------------------------------------------- | ------- |
| 2011                                     | 2015     | Diego Ortega          | Parti populaire                             |         |
| 2015 (réélue en 2019)                    | En cours | Rosa Melchor Quiralte | Parti socialiste de Castille-La Manche-PSOE |         |
| Les données manquantes sont à compléter. |          |                       |                                             |         |

### Jumelage
La ville est jumelée à celle de Mâcon en France.

## Sport
Comme toute ville espagnole, Alcázar de San Juan est une ville sportive où de très nombreux sports sont pratiqués.
La ville comprend un club de basketball professionnel qui évolue en Liga Autonomica, plusieurs équipes amateur de basketball (féminin/masculin). Ainsi que de nombreux clubs de football.
Grâce à son relief varié, le cyclisme est également un des sports de la ville.
La ville comprend aussi un complexe sportif ouvert à tout public : « Polideportivo Municipal », avec de nombreux terrains de football, basketball, tennis et une piste d'athlétisme.
L'équipe professionnelle de basketball joue au Pabellón Antonio Díaz Miguel, ancien entraîneur de l'équipe nationale de basketball, originaire d'Alcázar de San Juan.
La ville comprend également deux piscines municipales.